# Uropterygius concolor
Uropterygius concolor es una especie de pez de la familia de los morénidas en el orden de los Anguilliformes.

## Morfología
Los machos pueden llegar a alcanzar los 50 cm de longitud total.

## Distribución geográfica
Se encuentra desde el Mar Rojo y el África Oriental hasta las Islas Marquesas, las Islas de la Sociedad, el sur del Japón, Nueva Caledonia e Islas Carolinas.